# Route départementale 1 (Haute-Garonne)
Pour les articles homonymes, voir Route départementale 1.
La route départementale 1, ou RD 1, est une route départementale de la Haute-Garonne reliant Cabanac-Séguenville à Revel.

## Descriptif
La RD 1 traverse le département d'ouest en est en étant parallèle au nord de la route départementale 2 dans le Lauragais.

## Tracé

### De Cabanac-Séguenville à Montaigut-sur-Save (D 1)
- Route départementale 18 (Gers) (km 0)
- Cabanac-Séguenville
- Cox
- Puysségur
- Le Grès
- Thil
- Bretx
- Saint-Paul-sur-Save
- Montaigut-sur-Save
- Route nationale 224 (km 26,3)

### De Mondonville à Toulouse (M 1)
- Carrefour giratoire entre M1 et N224 (km 32)
- Mondonville
- Cornebarrieu
- Blagnac
- Toulouse

### De Drémil-Lafage à Revel (D 1)
- Carrefour giratoire entre M1 et M826
- Drémil-Lafage (en tant que M1)
- Saint-Pierre-de-Lages
- Lanta
- Caraman
- Auriac-sur-Vendinelle
- Saint-Julia
- Montégut-Lauragais
- Revel
- Route départementale 85 (Tarn)